# 小杨营镇
小杨营镇，原为小杨营乡，是中华人民共和国河南省南阳市邓州市下辖的一个乡镇级行政单位。2018年撤乡设镇。区划代码改为411381122。

## 行政区划
小杨营镇下辖以下地区：
小杨营村、郭坡村、孙庄街村、白庙村、禹山村、宋楼村、十字村、杨岗村、砖桥村、安众村、角门村、姜胡营村、东楼村、水牛村、文昌村、伍冢村、槐道沟村和平安村。